# Mini-ouverture
De Mini-ouverture is een compositie van Witold Lutosławski die op 6 januari 1982 voltooid werd. Het is een ouverture die indirect geschreven is voor het Philip Jones Brass Ensemble, die dan ook de eerste uitvoering gaf op 11 maart 1982. De opdracht kwam van Walter Strebi, wiens dochter Ursula destijds de vrouw was van Philip Jones. Het werk werd uitgevoerd tijdens het Luzern Muziekfestival van dat jaar en moest direct nog een keer gespeeld worden. De componist had voornamelijk oog voor de virtuositeit van de spelers uit het ensemble en schreef het in de ABA-vorm (thema 1, thema 2, thema 1). Lutoslawski schreef het werk voor
- 1 hoorn, 2 trompetten, 1 trombone, 1 tuba